# Empire Builder

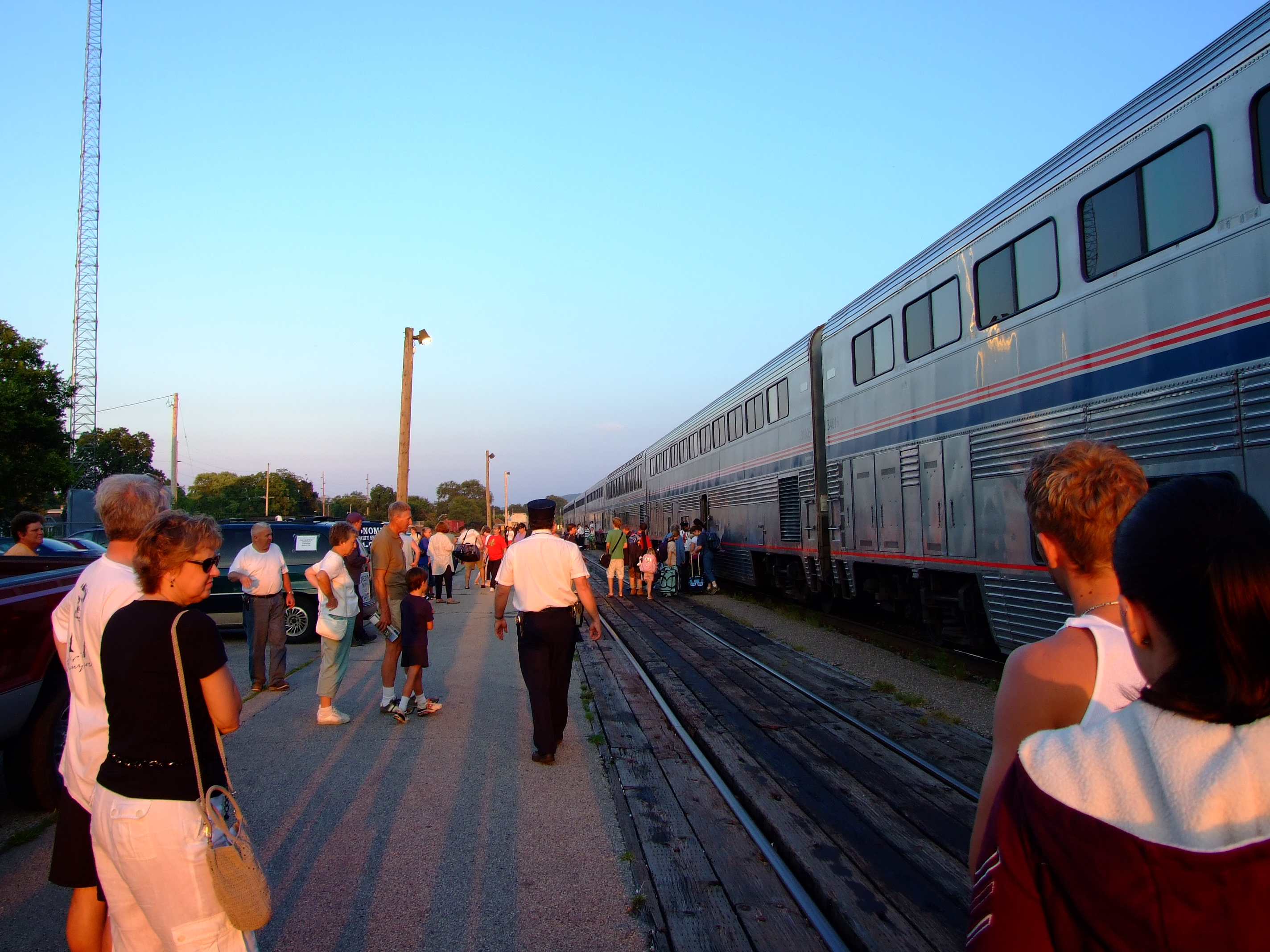
Vlak Empire Builder ve stanici Winona

Empire Builder je 3550 km dlouhá linka osobní železniční dopravy mezi Chicagem a Seattlem. V roce 2019 šlo o nejvytíženější dálkovou linku Amtraku, využilo ji přes 430 000 cestujících. Před převzetím provozu Amtrakem v roce 1971 byla linka provozována společností Great Northern Railway. V každém směru jezdí jeden vlak denně. Jízdní řád je navržen tak, aby scénická část trati přes Skalnaté hory byla viděna za denního světla. Cestovní čas činí přibližně 45 hodin a průměrná rychlost vlaku, včetně zastávek na trati, je 80 km/h. Většina trasy je společná, ve Spokane se vagony rozdělují na trasy do Portlandu a Seattlu. Celková délka trati je 3550 km (Chicago–⁠Seattle), resp. 3632 km (Chicago–⁠Portland). Stejně jako většina transkontinentálních tratí Amtraku má linka především turistický význam.